# Кубок Беккара Варелы
Кубок Беккара Варелы(исп. Copa Beccar Varela) или Трофей Доктора Адриана Беккара Варелы (исп. Dr. Adrián Beccar Varela)) или Кубок Почёта синьора Адмирана Беккара Валеры (исп. Copa de Honor Sr. Adrián Beccar Varela)) — футбольный клубный турнир, два розыгрыша которого прошли в Аргентине в XX веке.

## История
Турнир был организован в 1932 году Аргентинской футбольной лигой, позже объединившейся с «Ассоциации футбола Аргентины (Любители и профессионалы)» (исп. Asociación Argentina de Football (Amateurs y Profesionales); AFAP) и действующей независимо от главенствующей в тогдашнем футболе Аргентины Ассоциации футбола Аргентины. В первом розыгрыше принимали участие только команды из городов, расположенных в провинции Буэнос-Айреса. Они были поделены по три зоны в каждой из которых было по шесть команд. Победители зон играли в финальном турнире. Второй турнир в корне отличался по представителям: в нём соревновались команды из разных регионов Аргентины, а также несколько клубов из Уругвая.
В первом турнире победу одержал «Расинг», обыгравший в финальной группе все три команды с общим счётом 8:0. В турнире 1934 года в финальной игре участвовали вновь «Расинг» и клуб «Сентраль Кордова». На 88-й минуте встречи в ворота «Расинга» был назначен пенальти. Но игроки этого клуба не позволили его пробить, устроив сидячую забастовку. Уругвайская судьбы Мануэль Собрейро был вынужден остановить игру, которая так и не была продолжена. 22 февраля организаторы соревнования объявили «Сентраль» победителем.

## Финалы

### 1932
15 января, 1933
| Расинг (Авельянеда) | 5:0 (3:0) | Тигре | Альвеар-и-Тагле, Буэнос-Айрес |
| Бигейро 31'         |           |       | Альвеар-и-Тагле, Буэнос-Айрес |
| Баррера 32'         |           |       |                               |
| Бигейро 39'         |           |       |                               |
| Дель Гудиче 84'     |           |       |                               |
| Фассора 88'         |           |       |                               |

22 января, 1933
| Бока Хуниорс        | 3:0 (1:0) | Тигре | Гасометро, Буэнос-Айрес |
| Бенитес Касерес 15' |           |       | Гасометро, Буэнос-Айрес |
| Бенитес Касерес 66' |           |       |                         |
| Бенитес Касерес 80' |           |       |                         |

29 января, 1933
| Расинг (Авельянеда) | 3:0 (2:0) | Бока Хуниорс | Индепендьенте, Буэнос-Айрес |
| Баррера 12'         |           |              | Индепендьенте, Буэнос-Айрес |
| Бигейро 34'         |           |              |                             |
| Баррера 77'         |           |              |                             |

1. ↑  Турнир начался в декабре 1932 года. Лишь матчи финальной группы проводились в январе 1933

### 1933
11 февраля, 1934
| Расинг (Авельянеда) | 2:2 (1:1) | Сентраль Кордова (Росарио) | Альвеар-и-Тагле, Буэнос-Айрес |
| Конидарес 2'        |           | 37' Константино            | Альвеар-и-Тагле, Буэнос-Айрес |
| Зито 53'            |           | 60' Константино            |                               |

1. ↑  Турнир начался в декабре 1933 года. Окончание турнира проходило в январе и феврале 1934
2. ↑  На 88-й минуте встречи в «Сентраль Кордова» заработала пенальти. Однако игроки «Расинга» не позволили его пробить. Игра была остановлена и завершена. Победителем объявлен «Сентраль»

## Победители
| Команда                    | Число побед | Годы |
| -------------------------- | ----------- | ---- |
| Расинг (Авельянеда)        | 1           | 1932 |
| Сентраль Кордова (Росарио) | 1           | 1933 |

## Лучшие бомбардиры
| Год  | Игрок              | Клуб                | Голы |
| ---- | ------------------ | ------------------- | ---- |
| 1932 | Эваристо Баррера   | Расинг (Авельянеда) | 7    |
| 1933 | Деметрио Конидарес | Расинг (Авельянеда) | 13   |